# Diocesi di Liviade
La diocesi di Liviade (in latino Dioecesis Liviensis) è una sede soppressa del patriarcato di Gerusalemme e una sede titolare della Chiesa cattolica.

## Storia
Liviade, identificabile con Tell er-Rameh nell'odierna Giordania, corrisponde alla città veterotestamentaria di Beth-Aram (Numeri 32,36 e Giosuè 13,27). In epoca cristiana è stata una sede vescovile della provincia romana della Palestina Prima nella diocesi civile d'Oriente. Faceva parte del patriarcato di Gerusalemme ed era suffraganea dell'arcidiocesi di Cesarea.
Sono quattro i vescovi conosciuti di quest'antica diocesi palestinese. Letoio prese parte al concilio di Efeso del 431. Pancrazio fu tra i padri del concilio di Efeso del 449 e del concilio di Calcedonia del 451. Zaccaria prese parte al concilio di Gerusalemme del 536 convocato dal patriarca Pietro contro Antimo di Costantinopoli e che vide riuniti assieme i vescovi delle Tre Palestine. Infine l'ultimo vescovo noto è Teoctemo, autore di un sermone in onore dell'Assunzione della Vergine Maria.
Dal XIX secolo Liviade è annoverata tra le sedi vescovili titolari della Chiesa cattolica; la sede è vacante dal 21 ottobre 1972.

## Cronotassi

### Vescovi greci
- Letoio † (menzionato nel 431)
- Pancrazio † (prima del 449 - dopo il 451)
- Zaccaria † (menzionato nel 536)
- Teoctemo †

### Vescovi titolari
- Epifanio Scianow † (23 luglio 1895 - 17 febbraio 1940 deceduto)
- Francis Ryder Wood † (11 maggio 1940 - 1943 dimesso ?)
- Giuseppe Siri † (11 marzo 1944 - 14 maggio 1946 nominato arcivescovo di Genova)
- Luigi Ferri † (17 maggio 1946 - 30 gennaio 1952 deceduto)
- Franz König † (3 luglio 1952 - 10 maggio 1956 nominato arcivescovo di Vienna)
- Telesforo Giovanni Cioli, O.Carm. † (5 settembre 1956 - 23 dicembre 1961 succeduto vescovo di Arezzo)
- Francesco Tortora, O.M. † (19 marzo 1962 - 21 ottobre 1972 nominato vescovo di Gerace-Locri)